# 秦九韶
秦 九韶（しん きゅうしょう、1208年 - 1268年）は、南宋時代の数学者。字は道古。ただし、生年に関しては異説がある。また、先祖に従って本貫は魯郡としているが、実際には普州安岳県で生まれている（魯郡は当時、金の支配下にあった）。

## 略歴
若い頃は南宋の官僚であった父の秦季槱に従って各地を転々とし、父が首都の臨安に赴任した際に太史局に通って数学や暦学・天文学を学んだ。後に、父に従って一旦は梓州に戻り、彼も郪県県尉に任じられる。以後、順調に昇進して淳祐4年（1244年）に建康府通判に任じられるが、母の服喪を理由に一旦官を辞し、淳祐7年（1247年）に『数書九章』を著す。宝祐2年（1254年）に沿江制置司参議に任じられるが、政争に巻き込まれて、景定元年（1260年）には梅州知州に左遷されて間もなく病死した。
『数書九章』では、一次合同式をユークリッドの互除法と同等の方法で解くことで中国の剰余定理と同等の結果を得ていた。これはヨーロッパでは19世紀にガウスが発表した方法と同等のものである。